# ナイルに死す
『ナイルに死す』（ナイルにしす、Death on the Nile）は、イギリスの女流作家アガサ・クリスティが1937年に発表した推理小説。名探偵エルキュール・ポアロが船上での怪事件に挑む。クローズド・サークルの代表作であり、また中近東を舞台とした著者の長編2作目であり、中近東シリーズ最高峰の作品でもある。クリスティ作品の中でも上位にランクされている（#作品の評価参照）。
作者のクリスティは、1933年に2番目の夫で考古学者であるマックス・マローワンとともにナイル川のクルーズ船、「スーダン号」に乗船。その旅に触発されて4年後に『ナイルに死す』を書き上げた。

## あらすじ
エジプトのアスワンで休暇中のエルキュール・ポアロは、資産家の一人娘で、イギリス社交界の華リネット・ドイル（旧姓リッジウェイ）と出会い、彼女からナイル川沿いを巡る蒸気船カルナック号の旅に誘われる。先頃、彼女は友人ジャクリーヌ・ド・ベルフォールから、その婚約者サイモン・ドイルを略奪婚した経緯があり、ジャクリーヌに恨まれてエジプトまで付き纏われていた。そこで著名な探偵であるポアロに彼女との仲裁を依頼したというものであったが、彼はこれを断る。ただ、仲裁は行おうとし、ジャクリーヌを宥めようとするが、彼女の恨みは深く、むしろ小型ピストルを見せてリネットを撃ちたくなる、と彼女は言い放つほどであった。そして秘密であったカルナック号への乗船も、どこで知ったのか既にジャクリーヌが乗り合わせていた。この船には渦中の夫サイモンほか、リネットの使用人や関係者を含め、彼女の友人ジョアナや富豪のスカイラー夫人、女流作家のオッタボーンなど様々なイギリスの上流階級の人々やその家族、使用人らがいた。
その後、寄港地のアブ・シンベルに寄った際にはリネット目掛けて大岩が落下する事故があり、彼女はからくも助かる。ジャクリーヌの仕業が疑われるも彼女にはアリバイがあり、真相はわからず有耶無耶となる。折り返し地点となる最奥の寄港地ワジハルファに着くと、ポアロは友人のレイス大佐と再会し、彼も乗船する。彼によればカルナック号に自身が追っている殺人犯が乗り込んでいるという。
翌晩、船のラウンジにて泥酔したジャクリーヌがサイモンに詰め寄る事件が起こる。最終的に激した彼女は例のピストルを取り出すとサイモンの足を撃つもすぐに冷静となり、ピストルを放り捨てて泣き崩れる。ジャクリーヌは、弁護士のファンソープとスカイラー夫人の従妹コーネリアに部屋へと連れて行かれ、負傷したサイモンは手当のため、ベスナー医師の部屋へと向かう。現場に戻ってきたファンソープはピストルを探すが何故か見つからなかった。
翌朝、自室で頭を撃たれて殺されたリネットの死体が見つかる。現場からは非常に高価な真珠のネックレスも盗まれていることがわかる。すぐにジャクリーヌが疑われるが、昨晩はコーネリアに付き添われていたためにアリバイがあった。ジャクリーヌのピストルは間もなく川の中から見つかるが、前日にスカイラーが無くしたと報告していたベルベットのストールに包まれていた。ピストルには2発発射された痕があり、これがリネット殺害の凶器だと判断される。
以降、ポアロはレイスと共に事件の捜査に乗り出す。彼らはサイモンが静養している部屋でジャクリーヌのメイドであるルイーズから話を聞き、ポアロは彼女の話に違和感を覚える。また、スカイラー夫人の看護婦バウァーズは真珠のネックレスを返し、スカイラーには盗癖があることを打ち明けるが、ポアロはこれがそっくりな模造品だと見抜く。やがて、ルイーズが部屋で刺殺されているのが発見される。しばらくしてオッタボーンがルイーズを殺した犯人を見たとポアロとサイモンに告げるが、犯人の名を告げる前に部屋の外から何者かに銃撃され、彼女は殺されてしまう。
ポアロはアブ・シンベルで大岩を落としてリネットを殺そうとした犯人が、彼女の管財人であるペニントンだと突き止める。彼は彼女の資産を投機で使い込み、発覚を恐れていた。彼は大岩での殺人未遂については認めたものの、射殺については無罪を主張する。また、ポアロはネックレスを盗んだのがジョアナの従甥ティム・アラートンと突き止め、彼をプロの窃盗犯だと断じてネックレスの謎を解決する。一方、レイスもまた自分が探していた男が考古学者のリケティと突き止め、目的を達した。
ポアロはレイス、ベスナー、コーネリアを前にリネット殺しの推理を披露する。犯人はサイモンであり、最初からジャクリーヌと組んだ計画殺人であった。ジャクリーヌとサイモンは今も愛し合っており、リネットの資産目当てでサイモンは結婚したのであった。事件当夜、ジャクリーヌが撃ったピストルは空砲であり、サイモンは赤いインクで撃たれたように偽装していた。場がジャクリーヌに注目が集まっている隙に彼女のピストルを手に入れた彼は健康な足でリネットの部屋に赴いて殺した後、ベスナーの部屋に戻り、実際に足を撃ったというのが真相であった。これにより2人は互いにアリバイを確保したものの、サイモンはルイーズに見られていた。ルイーズの違和感のある話は同室のサイモンを間接的に脅迫しようとしたものであり、そのためジャクリーヌに刺殺された。オッタボーン殺しもジャクリーヌの仕業であり、隣室の彼女に危機を知らせるためにサイモンは不自然に大きな声を挙げていた。
ポアロに推理を突きつけられたサイモンはすべてを認め、自白する。彼とジャクリーヌ、リケティは逮捕され、船はワジハルファへ戻る。乗客たちが下船する中、ジャクリーンは隠し持っていたもう1つのピストルでサイモンと自身を撃ち、2人は亡くなる。レイスに隠しピストルを知っていたんじゃないかと問われたポアロは、それを肯定し、自裁させるためにあえて見逃したと明かす。

## 登場人物
- エルキュール・ポアロ - 私立探偵。
- リネット・リッジウェイ - 富と美貌を兼ね備えた女性。
- サイモン・ドイル - リネットの夫。
- ジャクリーン・ド・ベルフォール - リネットの友人で、サイモンの元婚約者。
- ルイーズ・ブールジェ - リネットのメイド。
- レイス大佐 - 英国特務機関員で、ポアロの友人[注釈 3]。途中から船に乗り込む。
- ヴァン・スカイラー - 大富豪の貴婦人。
- コーネリア・ロブスン - スカイラーの従妹。
- バウァーズ - スカイラーの看護婦。
- ジョアナ・サウスウッド - 社交界の貴婦人。リネットの友人でもある。
- ミセス・アラートン - ジョアナの従妹。
- ティム・アラートン - アラートンの息子。リネットの友人でもある。
- アンドリュー・ペニントン - リネットの財産管理人。
- スターンデイル・ロックフォード - ペニントンの共同営業者。
- ジム・ファンソープ - 弁護士。
- ウィリアム・カーマイケル - ジムの伯父。弁護士。
- ファーガスン - 社会主義者。
- ギド・リケティ - 考古学者。
- カール・ベスナー - 医者。
- サロメ・オッタボーン - 作家。
- ロザリー・オッタボーン - オッタボーンの娘。
- フリートウッド - 船の機関士。

## 作品の評価
- 作者ベストテンでは、1971年の日本全国のクリスティ・ファン80余名の投票で本作品は7位（1位は『そして誰もいなくなった』、2位は『アクロイド殺し』、3位は『予告殺人』）[3]、1982年に行われた日本クリスティ・ファンクラブ員の投票では5位に挙げられている（1位は『そして誰もいなくなった』、2位は『アクロイド殺し』、3位は『オリエント急行の殺人』）[4]。
- 2012年に『週刊文春』で推理作家や推理小説の愛好者ら約500名を対象に実施されたアンケートによる東西ミステリーベスト100で、本作品は99位に評価されている[注釈 4][注釈 5]。
- 作者自身は、著者の前書きで「"外国旅行物"の中で最もいい作品の一つと考えています」と述べている[5]。
- 青山剛昌は『名探偵コナン』のコミック第3巻「青山剛昌の名探偵図鑑」にて、ポアロシリーズの中でお勧めの作品として本作を紹介している[注釈 6]。
- 2015年にAGATHA CHRISTIE LIMITEDにより行われた「世界で一番好きなクリスティ・グローバル投票」で本作品は4位に選出されている[6]。

## 備考
- オッタボーン夫人が執筆している本の題名は『沙漠に降る雪』（つまり、アガサ・クリスティの処女長編作である『沙漠の雪』とほぼ同じような題名）となっており、ユーモアが感じられる。
- 『パーカー・パイン登場』に同一タイトルの短編作品「ナイル河の殺人」 (Death on the Nile) が収載されているが、本作品とは無関係である。
- 三谷幸喜が脚本を手がけたドラマシリーズ『古畑任三郎』内で、数学界の難問である「ファルコンの定理」を証明した人物として本作の登場人物である"アンドリュー・ペニントン"と"スタンディール・ロックフォード"の名前が流用され複数回にわたって登場している。

## 日本語訳版
本作品は、現在、早川書房の日本語版翻訳権独占作品となっている。
| 出版年月日     | タイトル               | 出版社   | 文庫名等                          | 訳者     | 巻末                                       | ページ数 | ISBNコード        | カバーデザイン        | 備考                                              |
| -------------- | ---------------------- | -------- | --------------------------------- | -------- | ------------------------------------------ | -------- | ----------------- | --------------------- | ------------------------------------------------- |
| 1957年10月31日 | ナイルに死す           | 早川書房 | 世界探偵小説全集374               | 脇矢徹   |                                            | 315      |                   | 装幀 上泉秀俊         | 著者の前書き                                      |
| 1965年2月15日  | ナイルに死す           | 新潮社   | 新潮文庫 赤135D                   | 西川清子 | あとがき 訳者                              | 402      |                   | 鈴木邦治、野中昇 ほか |                                                   |
| 1977年10月     | ナイルに死す           | 早川書房 | Hayakawa novels                   | 加島祥造 | 解説「アガサ・クリスティーの映画化」飯島正 | 429      |                   | 真鍋博 ほか           |                                                   |
| 1984年9月30日  | ナイルに死す           | 早川書房 | ハヤカワ・ミステリ文庫 HM1-76     | 加島祥造 | 「クリスティーと映画」双葉十三郎           | 464      | 978-4-15-070076-8 | 真鍋博                | 著者の前書き 訳者からのおねがい                   |
| 2003年10月     | ナイルに死す           | 早川書房 | ハヤカワ文庫、クリスティー文庫 15 | 加島祥造 | 解説 西上心太                              | 581      | 978-4-15-130015-8 | Hayakawa Design       | 著者の前書き 訳者からのおねがい                   |
| 2020年 9月11日 | ナイルに死す〔新訳版〕 | 早川書房 | ハヤカワ文庫、クリスティー文庫 15 | 黒原敏行 | 解説 西上心太                              | 560      | 978-4-15-131015-7 | 早川書房デザイン室    | クリスティー デビュー100周年& 生誕130周年記念刊行 |

児童書
| 出版年月日     | タイトル                  | 出版社   | 文庫名等                           | 訳者     | 巻末 | ページ数 | ISBNコード        | カバーデザイン                                                       | 備考 |
| -------------- | ------------------------- | -------- | ---------------------------------- | -------- | ---- | -------- | ----------------- | -------------------------------------------------------------------- | ---- |
| 2008年 6月25日 | ナイルに死す 上           | 早川書房 | クリスティー・ジュニア・ミステリ 8 | 佐藤耕士 |      | 254      | 978-4-15-208929-8 | イラスト:横田美晴                                                    |      |
| 2008年 6月25日 | ナイルに死す 下           | 早川書房 | クリスティー・ジュニア・ミステリ 8 | 佐藤耕士 |      | 254      | 978-4-15-208930-4 | イラスト:横田美晴                                                    |      |
| 2020年 9月11日 | 名探偵ポアロ ナイルに死す | 早川書房 | ハヤカワ・ジュニア・ミステリ 9     | 佐藤耕士 |      | 480      | 978-4-15-209929-7 | イラスト:二階堂 彩 イラスト編集:サイドランチ 装幀:早川書房デザイン室 |      |

## 戯曲
『ナイル河上の殺人』 (Murder on the Nile: A Play in Three Acts) の題名で、1948年にクリスティ自身が本作を戯曲化している。ポアロは登場しない。日本でも同戯曲は長沼弘毅の訳で1955年の『宝石』増刊号に掲載されたが、2015年現在、書籍化はされていない。

## 映像化
- 1978年、ピーター・ユスティノフ主演で映画化。日本語題は『ナイル殺人事件』。

- 2004年、『名探偵ポワロ』シリーズでテレビドラマ化された。ロザリー・オッタボーンの恋の結末が原作と異なっている。

- 2022年、ケネス・ブラナー監督・主演で映画化。日本語題は『ナイル殺人事件』。

## ゲーム
2025年、フランスのゲーム会社Microids社によって『Agatha Christie - Death on the Nile』のタイトルで発売予定。プラットフォームはNintendo Switch、プレイステーション5、Xbox Series X/S、PC (Steam)。舞台は1970年代に変更されており、プレイヤーはエルキュール・ポワロとジェーン・ロイス、2人の主人公を操作し、事件を解決に導く。

## 舞台化
2004年、『ナイル殺人事件』の題名で、東宝で舞台化された。演出は山田和也、上演台本は橋本二十四、キャストは北大路欣也、岩崎良美、小林高鹿、森ほさち、淡路恵子、友井雄亮、松田かほり、愛佳、戸井田稔、安原義人、青山達三、劇場はル・テアトル銀座。